# Mordella pseudobrachyura
Mordella pseudobrachyura es una especie de coleóptero de la familia Mordellidae.

## Distribución geográfica
Habita en  Italia.